# Ca' d'Andrea
Ca' d'Andrea är en ort och frazione i kommunen Torre de' Picenardi i provinsen Cremona i regionen Lombardiet i Italien. 
Ca' d'Andrea upphörde som kommun den 1 januari 2019 och uppgick i kommunen Torre de' Picenardi. Den tidigare kommunen hade 396 invånare (2018).